# Đumezlije
Đumezlije (cyr. Ђумезлије) – wieś w Bośni i Hercegowinie, w Republice Serbskiej, w gminie Jezero. W 2013 roku liczyła 64 mieszkańców.